# خانه‌به‌دوش‌ها (فیلم ۲۰۱۰)
«خانه به‌دوش‌ها» (انگلیسی: Nomads (2010 film)) یک فیلم است که در سال ۲۰۱۰ منتشر شد. از بازیگران آن می‌توان به لوسی لیو اشاره کرد.